# Court Tomb von Bavan
 Das ausgegrabene Court Tomb von Bavan liegt am Rand eines sumpfigen Tals mit Blick auf die Court Tombs von Croaghbeg und Shalwy, etwa sieben Kilometer westlich von Killybegs in County Donegal in Irland. Als Thomas Fagan das Court Tomb 1847 aufsuchte standen noch 10 Steine, die anderen lagen am Boden. Mitte des 20. Jahrhunderts waren nur noch sechs Orthostaten sichtbar. Die 1964 und 1965 erfolgte Ausgrabung deckte einen Großteil des Grundrisses auf. Court Tombs gehören zu den megalithischen Kammergräbern (englisch chambered tombs) in Irland und Großbritannien. Sie werden mit etwa 400 Exemplaren größtenteils in Ulster im Norden der Republik Irland und in Nordirland gefunden. Der Begriff Court Tomb wurde 1960 von dem irischen Archäologen Ruaidhrí de Valera eingeführt.

## Cairn und Court
Das aus Hof (englisch court) und Galerie bestehende Court Tomb lag in einem etwa 19,0 m langen und mittig 10 bis 11 m breiten Cairn aus lokalem Quarzitschutt, der von Trockenmauerwerk begrenzt wurde. Der Cairn verengte sich nach vorne und hinten, obwohl die genaue hintere Kontur nicht erkennbar war. Die Ausgrabung ergab, dass der Cairn planiert worden war, aber die untere Schicht seiner Trockenmauer blieb erhalten.
Der Zugang zum Hof erfolgte über einen etwa 2,0 m langen und 1,2 m breiten Gang. Niedrige Steine bildeten die Seiten des mit großen Steinen blockierten Ganges. Innerhalb des Hofes, etwa 1,2 m hinter der Eingangspassage, lag ein niedriger Stein, den die Ausgräber als rituelles Objekt betrachteten. Der Gang führte auf einen etwa 6,0 m langen und 5,0 m breiten, ovalen Hof (court). Das innere Hofende bildet eine Exedra aus fünf Orthostaten. Zwei 0,55 m auseinander stehende bildeten außermittig den Zugang zur Galerie. Der nördliche ist 0,6 m, der südliche 1,0 m hoch. Zwei Exedrasteine flankieren den nördlichen Pfosten. Der angrenzende ist 0,9 m hoch und der nächste ist 0,7 m hoch. Der einzelne Orthostat, der den südlichen Pfosten flankiert, ist 0,8 m hoch. Jenseits der Exedra ergaben Ausgrabungen eine Reihe von gefallenen oder zerbrochenen Steinen, die kleiner und offenbar weniger sicher waren. Einer davon, der auf der Südseite des Platzes liegt, ist 0,3 m hoch. Die Ausgrabung innerhalb des Hofes ergab auch zwei kleine Vorkommen von Holzkohle und eine flache Grube.

## Galerie
Vor der Ausgrabung war außer den Eingangspfosten nur ein einzelner Orthostaten der durch Pfosten in zwei Kammern geteilten Galerie
zu sehen. Dieser Segmentierungspfosten auf der Nordseite der Galerie ist 0,75 m hoch. Bei der Ausgrabung seines südlichen Gegenstücks wurden die Nordseite der vorderen Kammer und die Lage des Endsteins sichtbar. Entsprechend wurde eine Gesamtlänge der Galerie von etwa 5,0 m bei einer Breite von 3,0 m ermittelt. Die Nordseite der vorderen Kammer wurde durch Cairnmaterial begrenzt, von dem die Ausgräber glauben, dass es an die fehlenden Seitensteine grenzte. Die vordere Kammer war etwa 2,0 m lang und wurde durch quergesetzte Pfosten von der hinteren getrennt. Die Position des Endsteins deutete darauf hin, dass die hintere Kammer etwa 2,3 m lang war.

## Funde
Eine beträchtliche Anzahl von Steingeräten, hauptsächlich aus Feuerstein und einige Tonscherben, aber keine Spuren von Knochen wurden gefunden.